# Ćenovac
Ćenovac (cyr. Ћеновац) – wieś w Serbii, w okręgu jablanickim, w gminie Lebane. W 2011 roku liczyła 395 mieszkańców.